# Annick Hayraud
Annick Hayraud (Riom, 9 settembre 1967) è un'allenatrice di rugby a 15, rugbista a 15, dirigente sportiva e pubblico funzionario francese, dal 2016 commissario tecnico della Francia femminile di rugby.

## Biografia
Tra le pioniere del movimento rugbistico femminile in Francia, militò per tutta la carriera nel Romagnat, oggi sezione femminile del Clermont.
Debuttò in nazionale francese nel 1986 e prese parte con essa sia al primo campionato europeo del 1988, competizione che vinse tre volte, sia all'edizione inaugurale della Coppa del Mondo femminile nel 1991, ivi giungendo terza.
Di professione educatrice socio-culturale nella sua città di nascita, nel 2000 era divenuta la giocatrice più selezionata per la Francia: terminò la carriera agonistica a 34 anni nel 2002 con 65 presenze al termine della Coppa del Mondo in Spagna dove la squadra giunse al terzo posto: al suo attivo anche la vittoria in due tornei del Cinque Nazioni, entrambi con il Grande Slam.
Al termine della carriera agonistica e fino al 2015 fu allenatrice del Romagnat, la squadra nella quale aveva sempre militato; nel 2011 divenne una prima volta allenatrice della Francia femminile, con cui vinse il Sei Nazioni nel 2014 e giunse terza alla Coppa del Mondo disputata in casa; successivamente, dopo l'elezione di Bernard Laporte alla presidenza della Fédération Française de Rugby, nella cui lista era inclusa, fu chiamata nel comitato direttivo federale; successivamente si dimise dall'incarico dirigenziale per divenire allenatrice salariata a tempo pieno della nazionale francese con cui ha vinto il Sei Nazioni 2018.